# Оркадас (антарктична станція)
Антарктична станція Оркадас — науково-дослідна станція Аргентини в Антарктиці, найстаріша з антарктичних станцій, що досі працюють. Розташована на острові Лорі, одному з Південних Оркнейських островів (ісп. Islas Orcadas del Sur), на висоті 4 м над р. м. і 170 м від урізу води. Започаткована Шотландською національною антарктичною експедицією в 1903 році й передана під управління Аргентини в 1904. На станції від заснування постійно хтось перебуває, це перша постійно населена база; вона є одною з шести постійних станцій Аргентини в частині Антарктиди, на яку вона пред'являє права.
Найближчий порт — аргентинське місто Ушуая за 1502 км. На базі 11 будівель і чотири основні теми досліджень: континентальна гляціологія, сейсмологія, морська гляціологія (з 1985) та метеорологічні спостереження (з 1903).
Оркадас була єдиною станцією на островах упродовж 40 років, до того як британці започаткували невелику літню базу Кейп-Ґеддес на острові Лорі в 1946 році, яку змінили на дослідну станцію Сиґні на острові Сиґні в 1947. На станції Оркадас також з'явився перший телеграф на континенті в 1927 році. На станції перебуває до 45 осіб улітку й близько 14 взимку.

## Клімат
| Клімат Оркадас (1903—1950)                 | Клімат Оркадас (1903—1950) | Клімат Оркадас (1903—1950) | Клімат Оркадас (1903—1950) | Клімат Оркадас (1903—1950) | Клімат Оркадас (1903—1950) | Клімат Оркадас (1903—1950) | Клімат Оркадас (1903—1950) | Клімат Оркадас (1903—1950) | Клімат Оркадас (1903—1950) | Клімат Оркадас (1903—1950) | Клімат Оркадас (1903—1950) | Клімат Оркадас (1903—1950) | Клімат Оркадас (1903—1950) |
| Показник                                   | Січ.                       | Лют.                       | Бер.                       | Квіт.                      | Трав.                      | Черв.                      | Лип.                       | Серп.                      | Вер.                       | Жовт.                      | Лист.                      | Груд.                      | Рік                        |
| Абсолютний максимум, °C                    | 12,2                       | 9,0                        | 10,8                       | 7,6                        | 9,2                        | 6,8                        | 7,8                        | 8,2                        | 6,8                        | 9,3                        | 8,8                        | 15,2                       | 15,2                       |
| Середній максимум, °C                      | 1,8                        | 1,9                        | 1,4                        | −0,8                       | −3,6                       | −6,3                       | −6,4                       | −5,8                       | −3,4                       | −1                         | −0,2                       | 1,0                        | −1,8                       |
| Середня температура, °C                    | 0,1                        | 0,2                        | −0,6                       | −3,3                       | −7,1                       | −10,4                      | −10,9                      | −10,2                      | −6,9                       | −3,9                       | −2,3                       | −0,8                       | −4,6                       |
| Середній мінімум, °C                       | −1,4                       | −1,4                       | −2,6                       | −6                         | −10,7                      | −14,8                      | −15,7                      | −15                        | −11,2                      | −7                         | −4,4                       | −2,4                       | −7,7                       |
| Абсолютний мінімум, °C                     | −7                         | −9,8                       | −15,1                      | −31,5                      | −31,9                      | −39,8                      | −36,9                      | −44                        | −32,6                      | −31,2                      | −20,4                      | −13,2                      | −44                        |
| Середня кількість сонячних годин на місяць | 47,6                       | 38,3                       | 34,0                       | 25,2                       | 16,9                       | 9,7                        | 18,3                       | 44,1                       | 65,8                       | 69,1                       | 54,8                       | 62,7                       | 483,0                      |
| Норма опадів, мм                           | 35.2                       | 39.1                       | 47.9                       | 41.4                       | 31.6                       | 26.0                       | 31.7                       | 31.8                       | 28.7                       | 29.0                       | 32.2                       | 26.5                       | 398.4                      |
| Днів з опадами                             | 14,2                       | 14,5                       | 16,4                       | 17,4                       | 16,0                       | 14,8                       | 15,2                       | 16,0                       | 14,9                       | 15,3                       | 15,3                       | 12,8                       | 182,6                      |
| Днів зі снігом                             | 20,0                       | 17,7                       | 19,9                       | 23,1                       | 22,9                       | 22,2                       | 22,7                       | 22,7                       | 23,3                       | 24,3                       | 23,0                       | 20,6                       | 262,4                      |
| Вологість повітря, %                       | 85                         | 86                         | 86                         | 86                         | 85                         | 85                         | 83                         | 84                         | 84                         | 86                         | 86                         | 86                         | 86                         |
| ------------------------------------------ | -------------------------- | -------------------------- | -------------------------- | -------------------------- | -------------------------- | -------------------------- | -------------------------- | -------------------------- | -------------------------- | -------------------------- | -------------------------- | -------------------------- | -------------------------- |
| Джерело: NOAA                              |                            |                            |                            |                            |                            |                            |                            |                            |                            |                            |                            |                            |                            |